# Мигіївська сільська територіальна громада
Мигіївська сільська територіальна громада — територіальна громада в Україні, в Первомайському районі Миколаївської області. Адміністративний центр — село Мигія.
Утворена 9 серпня 2018 року шляхом об'єднання Мигіївської, Романово-Балківської та Софіївської сільських рад Первомайського району.

## Населені пункти
До складу громади входять 2 селища (Бандурка, Іванівка) та 11 сіл: Богословка, Гаївське, Генівка, Куріпчине, Лиса Гора, Львів, Мигія, Новопавлівка, Романова Балка, Соколівка та Софіївка.